# 6563 Steinheim
6563 Steinheim è un asteroide della fascia principale. Scoperto nel 1991, presenta un'orbita caratterizzata da un semiasse maggiore pari a 2,2960687 UA e da un'eccentricità di 0,0672734, inclinata di 5,89490° rispetto all'eclittica.